# Hermann Balck
Hermann Balck (Danzig, 7 december 1897 – Asperg, 29 november 1982) was een Duits generaal. Hij bracht het tot General der Panzertruppe (luitenant-generaal) en hij was hoog gedecoreerd, hij droeg het Ridderkruis van het IJzeren Kruis met Eikenloof, Zwaarden en Briljanten.
In deze uitvoering werden 250 kleine diamanten op het eikenloof geplaatst. Ook de gevesten van de zwaarden werden met diamanten versierd. Van de ruim tien miljoen militairen die Duitsland tijdens de oorlog onder de wapenen had, kregen slechts 27 deze onderscheiding. Tien van hen waren piloten, twee tankbestuurders, twee onderzeebootkapiteins en veertien generaals, maarschalken of andere legeraanvoerders.
Balck diende in de Eerste Wereldoorlog als infanterie-officier, en zijn eenheid speelde een belangrijke rol in de uitvoering van het Schlieffenplan. Hij was betrokken bij de oversteek van de Maas bij Sedan. Hij vocht op de westelijke, oostelijke, Italiaanse en Balkanfronten. In de loop van de oorlog werd hij zeven keer gewond en gedecoreerd met het IJzeren Kruis 1e Klasse. Balck werd in oktober 1918 voorgedragen voor de Orde Pour le Mérite maar de oorlog eindigde voordat de voordracht was behandeld. Anders zou hij net als zijn vader luitenant-generaal William Balck de felbegeerde "Blauer Max" hebben gedragen. Hij ontving eerder, op 13 december 1917, de gebruikelijke "opstap" naar het Pour le Mérite, het ridderkruis van de Huisorde van Hohenzollern met de Zwaarden.
In mei 1945 vocht Hermann Balck in Hongarije tegen het Rode Leger. Hij ontging Sovjet-krijgsgevangenschap door zich in Oostenrijk aan de Amerikanen over te geven. Hij werd na de oorlog vervolgd voor de standrechtelijke executie van luitenant-kolonel der Artillerie Johann Schottke. Deze officier had nagelaten de gevraagde vuursteun te geven. Bij nader onderzoek bleek Johann Schottke dronken. Generaal Balck liet de falende officier standrechtelijk fusilleren zonder de voorgeschreven krijgsraad bijeen te roepen. Hermann Balck zat de helft van de hem opgelegde drie jaar gevangen. Toen kreeg hij gratie.
In de Tweede Wereldoorlog vocht Hermann Balck in Frankrijk, in Griekenland en aan het Oostfront.
Balck leverde vele jaren na de Tweede Wereldoorlog, in het kader van een NAVO-evaluatie in 1979 en 1980, een belangrijke bijdrage aan een beter begrip van de twintigste-eeuwse Duitse militaire tradities en tactiek.

## Militaire loopbaan
- General der Panzertruppe: 12 november 1943[5][6] - 1 november 1943[4]
- Generalleutnant: 21 januari 1943[5] - 1 januari 1943[4]
- Generalmajor: 1 augustus 1942[5][4]
- Oberst: 1 augustus 1940[5][4]
- Oberstleutnant: 1 februari 1938[5]
- Major: 1 juni 1935[5]
- Rittmeister: 1 februari 1929[5]
- Oberleutnant: 1 mei 1924[5]
- Leutnant: 10 augustus 1914[5]
- Fähnrich: 18 december 1913[5]
- Fahnenjunker: 10 april 1913
- Oberjäger: 27 maart 1913[5]

## Decoraties
- Ridderkruis van het IJzeren Kruis (nr. 53) op 3 juni 1940 als Oberstleutnant en Commandant van het Schützen-Regiment 1[7][6][8]
- Ridderkruis van het IJzeren Kruis met Eikenloof (nr.155) op 20 december 1942 als Generalmajor en Commandant van het 11e Pantserdivisie[9][6][8]
- Ridderkruis van het IJzeren Kruis met Eikenloof en Zwaarden (nr.25) op 4 maart 1943 als Generalleutnant en Commandant van het 11e Pantserdivisie[10][6][8]
- Ridderkruis van het IJzeren Kruis met Eikenloof, Zwaarden en Briljanten (nr.19) op 31 augustus 1944 als General der Panzertruppe en waarnemend-commandant van het 4e Pantserleger[11][6][8]
- IJzeren Kruis 1939, 1e Klasse (26 november 1914) en 2e Klasse (15 oktober 1941)[12][6]
- Herhalingsgesp bij IJzeren Kruis 1939, 1e Klasse (13 mei 1940) en 2e Klasse (12 mei 1940)[12][6]
- Panzerkampfabzeichen in brons op 14/15 oktober 1940[5][6]
- Dienstonderscheiding van Leger en Marine voor (25 dienstjaren)[6]
- Orde van Militaire Verdienste (Beieren), 4e Klasse met Zwaarden op 15 november 1914[13]
- Kruis voor Militaire Verdienste (Oostenrijk-Hongarije), 3e Klasse met Oorlogsdecoratie op 28 februari 1916[13]
- Gewondeninsigne 1918 in goud op 10 mei 1918[13]
- Militaire Orde voor Dapperheid in de Oorlog, 3e Klasse met Zwaarden op 2 december 1941[13]
- Ridderkruis in de Huisorde van Hohenzollern met Zwaarden op 3 december 1917[13]
- Erekruis voor Frontstrijders in de Wereldoorlog[5][6]
- Hij werd drie maal genoemd in het Wehrmachtsbericht. Dat gebeurde op:
- 17 mei 1942[6]
- 20 december 1942[6]
- 9 september 1944[6][14]

## Publicatie
- (de)  Balck, Hermann. Ordnung im Chaos / Erinnerungen 1893-1948 . Biblio, Osnabrück, Duitsland. 1981, ISBN 3-7648-1176-5 .

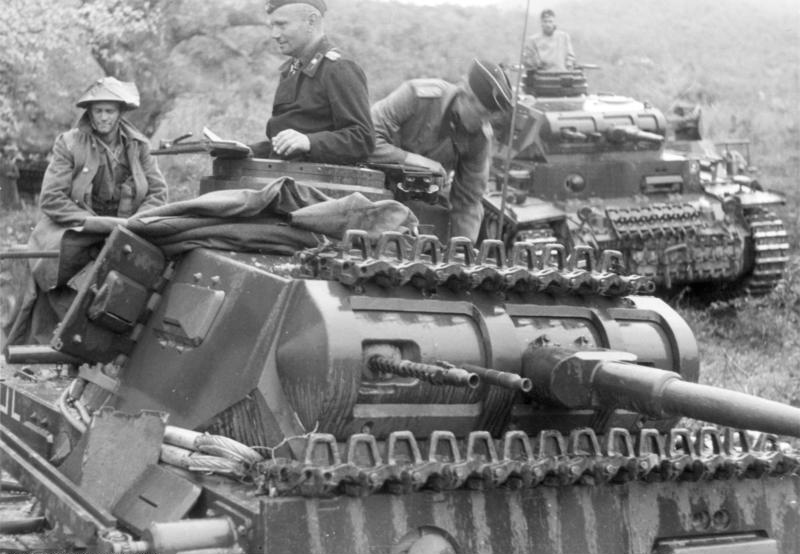
Balck in zijn commandovoertuig tijdens de slag om Griekenland, 1941